# أكيشي أنيا
أكيشي أنيا (بالإنجليزية: Ikechi Anya)‏ (3 يناير 1988 غلاسكو المملكة المتحدة - ) هو لاعب كرة قدم بريطاني، يلعب كمهاجم.

## وصلات خارجية
أكيشي أنيا على موقع الاتحاد الأوربي (الإنجليزية)
- أكيشي أنيا على موقع قاعدة بيانات كرة القدم.إي يو (الإنجليزية)
- أكيشي أنيا على موقع ناشيونال فوتبول تيمز (الإنجليزية)
- أكيشي أنيا على موقع Soccerbase.com (لاعب) (الإنجليزية)
- أكيشي أنيا على موقع Soccerway.com (الإنجليزية)
- أكيشي أنيا على موقع عالم كرة القدم.نت (الإنجليزية)
- أكيشي أنيا على موقع AS.com (الإسبانية)